# Stipagrostis xylosa
Stipagrostis xylosa är en gräsart som beskrevs av Thomas Arthur Cope. Stipagrostis xylosa ingår i släktet Stipagrostis och familjen gräs. Inga underarter finns listade i Catalogue of Life.